# عباجة
عباجة قرية سوريّة تتبع إداريّاً لمحافظة حلب منطقة منبج ناحية خفسة، بلغ تعداد سكانها (945) نسمة حسب التعداد السكاني لعام 2004.